# Uglydoll
Uglydoll — бренд серии плюшевых игрушек, появившихся благодаря переписке её создателей Дэвида Хорвата и Сун-Мин Ким. Серия «Uglydoll» была запущена в производство в феврале 2001 года, а в 2006 году игрушки были награждены премией «Игрушка года» (Specialty Toy of the Year) Ассоциацией Индустрии Игрушек (Toy Industry Association).
22 августа 2019 года в российский прокат вышла анимационная комедия «UglyDolls. Куклы с характером» с героями бренда в главных ролях.

## Происхождение бренда
Название бренда — Uglydoll, без «s». Всё началось с письма, написанного Хорватом Ким. В том самом письме было изображение персонажа по имени «Wage» (англ. зарплата), и под ним подпись «Работаю над тем, чтобы наши мечты сбылись, и мы смогли бы скоро снова быть вместе». Мечта заключалась в том, чтобы рассказывать истории через книги и игрушки.
В качестве сюрприза Ким сшила куклу «Wage» и отправила Хорвату по почте. Хорват в свою очередь показал её своему приятелю Эрику Накамуре, владельцу журнала и магазина Giant Robot. Тот подумал, что Хорват предлагает ему продукт для продажи и сразу заказал партию. Хорват написал Ким, чтобы она сшила больше игрушек, а также отправил ей по электронной почте истории о персонажах Wage, Babo и Ice-Bat, ставшему вскоре Chilly Chilly Ice-Bat.
Бренд известен своим особым определением слова «ugly» (англ. уродливый/ неприятный). Во вселенной бренда Uglydoll «ugly» означает «уникальный», «особенный», качество, которым можно гордиться, которое отличает нас от других, без подковырок — мы такие, какие мы есть, как внутри, так и снаружи. На протяжении нескольких лет проводились совместные шоу и конвенции между брендом Uglydoll и Giant Robot, Лос-Анджелес.
Первые персонажи Uglydoll были созданы в декабре 2001 года и на тот момент уже включали таких героев, как Babo, Cinko, Ice Bat, Jeero, OX, Target, Tray, Wage, Wedgehead и многих других.

## В различных медиа

### Кино
В мае 2011 года было анонсировано, что кинокомпания Illumination приобрела права на создание анимационного фильма об игрушках Uglydoll с необычной внешностью. Крис Меледандри встал у руля продюсирования картины «UglyDolls. Куклы с характером», обязанность по написанию сценария взял на себя Ларри Стуки. Создатели оригинальных персонажей стали исполнительными продюсерами ленты. В июле 2013 года было сообщено, что Illumination отменила проект. 4 года спустя, в 2015-м, издание Variety сделало официальное заявление, что анимационный фильм станет первым проектом нового подразделения STX Entertainment «family and animation» («семья и анимация»). 28 марта 2017 года к проекту присоединился Роберт Родригес в качестве режиссера, сценариста и продюсера. Тогда же была объявлена дата выхода анимационного фильма в США — 10 мая 2019 года. Стало известно, что продюсированием картины займутся компании Troublemaker Studios и OddLot Entertainment, а анимирование обеспечит Reel FX Creative Studios.
Было анонсировано, что рэпер Pitbull озвучит в фильме Зубастер Дога (Ugly Dog) — персонажа, напоминающего пса, с ошейником, полным гаджетов, а Келли Кларксон — Мокси (Moxy) — любопытную героиню, которая может заставить других чувствовать себя лучше. И Кларксон, и Pitbull напишут по оригинальной песне к фильму, режиссером которого выступит Келли Эсбёри. В августе 2018 года Ник Джонас также согласился написать песню к фильму и озвучить Лу (Lou), безупречного персонажа, который должен привести к совершенству остальных.
В сентябре актеры-комики Ванда Сайкс и Габриэль Иглесиас присоединились к проекту. 20 сентября стало известно, что кантри-певец Блейк Шелтон озвучит в фильме персонажа по имени Окс (OX), неофициального мэра Агливилля, и исполнит оригинальную песню. В октябре 2018 года было объявлено, что Жанель Монэ и Эмма Робертс присоединились к актерскому составу фильма «UglyDolls. Куклы с характером». А в ноябре 2018 года к касту присоединился Ван Лихом, чтобы озвучить персонажа по имени Счастливчик Бэт (Lucky Bat) — неуверенную в себе, но мудрую летучую мышь. Также в это же время стали доступны новые постеры к анимационной картине.

### Телевидение
В мае 2018 года компания Hulu подписала договор с STX Entertainment о создании анимационного сериала о плюшевых куклах UglyDoll. Hulu также получит SVOD права на предстоящий фильм «UglyDolls. Куклы с характером». В сериале будет 26 эпизодов.

## В популярной культуре
- Кукла «Jeero» появилась в клипе Kasabian «Cutt Off» в 2004 году
- Персонажей «IceBat» и «Wedgehead» можно увидеть в нескольких сценах фильма «Затура: Космическое приключение» (2005)
- Главный герой корейского сериала «Boys Over Flowers» носит аксессуар вселенной Uglydoll
- Фигурки персонажей Uglydoll можно увидеть на книжной полке в британском комедийном телешоу «Компьютерщики» (2006—2013)
- В фильме «Лавка чудес» 2007 года персонажей «Wage», «Ice Bat» и «Tray» можно заметить в той самой лавке. А в конце фильма они станцуют
- Дважды появляется в кадре персонаж «Ice Bat» в фэнтезийно-музыкальном фильме 2007 года киностудии Walt Disney Pictures «Зачарованная»
- Персонажа «Coldy-Holdy Ice Bat» можно заметить в магазине игрушек FAO Schwarz в семейном комедийном фильме 2011 года «Смурфики»
- Персонаж «Wippy Uglydoll» появился в комиксе на электронном ресурсе Get Fuzzy 23 января 2013 года[17]